# KęKę
KęKę, również Kę, Kędzior, Kiki, Mr Kękę, KęKi, właśc. Piotr Dominik Siara (ur. 15 września 1983 w Radomiu) – polski raper.
Swoją karierę rozpoczął w radomskim podziemiu w 2001 roku.
Od 2013 roku związany z wytwórnią Prosto, w której wydał krążki Takie rzeczy (2013) oraz Nowe rzeczy (2015). Obie płyty okazały się ogromnym sukcesem sprzedażowym, pierwszy krążek otrzymał certyfikat platynowej płyty, kolejny potrójną platynę.
Powołał do życia własną wytwórnię, w której w 2016 roku wydał swój trzeci album pt. Trzecie Rzeczy. Tytuł bardzo szybko przypadł do gustu fanom i niedługo po premierze uzyskał status podwójnej platyny.

## Życiorys

### 2001–2013
Przed rozpoczęciem kariery rapera pracował jako listonosz w Radomiu. Zadebiutował w 2001 roku na radomskiej scenie. W 2002 roku odbył się jego pierwszy koncert w radomskim teatrze. W 2007 roku stworzył wraz z raperem i producentem muzycznym Kotzim album EP Weź nas podrób, nagranym w ramach projektu KoKę. Na płycie znalazły się piosenki wyprodukowane przez lokalnych twórców Lucky Loopa i Tytuza, dodatkowo scratche zrealizował DJ Mono. W 2008 roku zwrotki rapera znalazły się na albumach B-2 – Bezsenność: śródmiejski front mixtape vol. 2 i Szuwara – Obojętnie. Rok później z utworem „Ile nas” raper znalazł się na kompilacji P1Sounds – czas ruszać w Polskę, promującej twórców nagrywających w studiu P1S. Wcześniej, na początku roku ukazał się drugi nielegal KęKę nagrany we współpracy Kotzim zatytułowany BoaSnake’s, sygnowany jako produkcja Boa’s. Również w 2009 roku raper nawiązał współpracę z Tytuzem. Efektem był szereg nagranych wspólnie utworów, które trafiły na płyty Wcześniejsze produkcje i Miejski sport mixtape tegoż wykonawcy.
W 2011 roku wraz DJ-em Boskiem wystąpił gościnnie w utworze „Dla moich ludzi”, który ukazał się na albumie producenckim Zbyla – Operacja: sampling. W 2012 roku KęKę został zaproszony do udziału w projekcie Popkiller młode wilki 2012. Na kompilacji znalazł się autorski utwór rapera zatytułowany „Niesprawiedliwi”, a także nagrana m.in. z udziałem Buki, Ńemy’ego i LJ Karwela piosenka – „Prosto z frontu”. Do utworu powstał także teledysk, który wyreżyserował Mateusz Natali.

### Od 2013
Na początku 2013 roku podpisał kontrakt wydawniczy z wytwórnią muzyczną Prosto. W tym samym roku raper wystąpił gościnnie na albumach Tytuza – Miejski sport część 2 mixtape oraz Kubiego – I gram tu z ogniem. Następnie w październiku został opublikowany teledysk do utworu „Nigdy dość” zwiastujący solowy debiut rapera. Obraz powstał we współpracy z grupą filmową OesVidyo. 4 listopada ukazał się pierwszy album rapera zatytułowany Takie rzeczy. Produkcji nagrań podjęli się Zioło, 2sty, Czarny HIFI, Lucricausa, Milion Beats, Lanek, Urban oraz Luckyloop. Materiał został zarejestrowany w 2013 roku w warszawskim Otrabarwa Studio. Miksowanie wykonał znany z występów w zespole HiFi Banda inżynier dźwięku Czarny HIFI. Album uplasował się na 3. miejscu polskiej listy przebojów OLiS. W międzyczasie ukazał się drugi teledysk do pochodzącego z płyty utworu „Jeden kraj”. Wideoklip został wyreżyserowany przez Kamila Woźniaka.
Na początku 2014 roku został opublikowany trzeci teledysk promujący Takie rzeczy – „Zostaję”, który wyreżyserował Ignac Myśliwiec. Następnie muzyk dał szereg koncertów w kraju m.in. na festiwalach Delfinalia 2014 i Wiosna Studencka w Radomiu. W międzyczasie ukazał się album producencki wrocławskiego zespołu WhiteHouse – Kodex 5 Elements, na którym KęKę gościł w utworze „Pozostając sobą”. Do piosenki powstało także tzw. „street video” zrealizowane przez grupę filmową Dirt Video. Wcześniej pochodzący z debiutu rapera utwór „Jeden kraj” trafił na okolicznościową kompilację Prosto XV. Następnie KęKę gościł na albumie Ramony 23 – Obudź się. Zwrotka rapera znalazła się w promowanej teledyskiem kompozycji „Być człowiekiem”, nagranej, również z udziałem rapera Kaczora. Latem muzyk wystąpił na kolejnych festiwalach m.in.: na Hip Hop Raport Projekt w Ełku, Hip Hop Na Żywca 2014, Mazury Hip Hop Festiwal oraz Hip Hop Kemp w Czechach.
W październiku do sprzedaży trafiła kompilacja nagrań Nowe pokolenie 14/44 z udziałem KęKę. Wydawnictwo wyprodukowane przez Mateusza „Matheo” Schmidta i Grzecha Piotrowskiego powstało z okazji obchodów siedemdziesiątej rocznicy wybuchu powstania warszawskiego. Raper wystąpił u boku Marty Zalewskiej w utworze „Wiersz o nas i chłopcach”. W międzyczasie raper gościł na debiutanckim albumie producenckim Pawbeatsa – Utopia, drugiej płycie Czarnego Nokturny & demony oraz płycie Made in Heaven projektu rapera Palucha i producenta Chrisa Carsona – PCC. Pod koniec roku muzyk gościł w utworze Kaszpira – „Nie pytaj mnie”, który ukazał się jako dodatek na albumie solowym Młodego M pt. Wiecznie Młody M. 23 czerwca 2017 ukazała się wspólna ep-ka wraz z raperem Hase, pt. Basement Disco w nakładzie limitowanym możliwym tylko do kupienia na stronie artysty. Płyta zadebiutowała na 2. miejscu listy OLiS, ustępując miejsca tylko płycie Tedego Skrrrt.

## Życie osobiste
W grudniu 2020 roku wziął ślub ze swoją długoletnią partnerką Martą Nizio. Po ślubie raper dzieli czas pomiędzy rodzinnym Radomiem a Wrześnią, gdzie obecnie mieszka. W grudniu 2023 w tekście utworu Start poinformował, że rozstał się ze swoją żoną. Na co dzień wychowuje dwóch synów. Udziela się także charytatywnie. Jest osobą uzależnioną od alkoholu, od 2015 roku pozostaje trzeźwy.

## Dyskografia
Albumy
| Rok  | Dane dot. albumu                                                                                             | Pozycja na liście | Sprzedaż        | Certyfikat                 |
| Rok  | Dane dot. albumu                                                                                             | POL               | Sprzedaż        | Certyfikat                 |
| ---- | --- | ----------------- | --------------- | -------------------------- |
| 2013 | Takie rzeczy - Data: 4 listopada 2013 - Wydawca: Prosto - Format: CD, LP, digital download                   | 3                 | - POL: 60 000+  | - ZPAV: 2× platynowa płyta |
| 2015 | Nowe rzeczy - Data: 20 marca 2015 - Wydawca: Prosto - Format: CD, LP, digital download                       | 1                 | - POL: 90 000+  | - ZPAV: 3× platynowa płyta |
| 2016 | Trzecie Rzeczy - Data: 16 września 2016 - Wydawca: Takie Rzeczy Label - Format: CD, LP, MC, digital download | 1                 | - POL: 120 000+ | - ZPAV: 4× platynowa płyta |
| 2018 | To Tu - Data: 23 marca 2018 - Wydawca: Takie Rzeczy Label - Format: CD, LP, MC, digital download             | 1                 | - POL: 150 000+ | - ZPAV: diamentowa płyta   |
| 2019 | Mr KęKę - Data: 13 września 2019 - Wydawca: Takie Rzeczy Label - Format: CD, LP, MC, digital download        | 1                 | - POL: 90 000+  | - ZPAV: 3× platynowa płyta |
| 2021 | Siara - Data: 23 kwietnia 2021 - Wydawca: Takie Rzeczy Label - Format: CD, LP, digital download              | 1                 | - POL: 60 000+  | - ZPAV: 2× platynowa płyta |
| 2024 | 04:01 - Data: 14 czerwca 2024 - Wydawca: Takie Rzeczy Label - Format: CD, LP, digital download               | 1                 | - POL: 60 000+  | - ZPAV: 2× platynowa płyta |

Minialbumy
| Rok  | Dane dot. albumu                                                           |
| ---- | -------------------------------------------------------------------------- |
| 2021 | Bis EP - Data: 23 kwietnia 2021 - Wydawca: Takie Rzeczy Label - Format: CD |
| 2024 | 3:59 EP - Data: 14 czerwca 2024 - Wydawca: Takie Rzeczy Label - Format: CD |

Albumy kompilacyjne
| Rok                                                      | Dane dot. albumu                                                                                                | Pozycja na liście |
| Rok                                                      | Dane dot. albumu                                                                                                | POL               |
| -------------------------------------------------------- | --- | ----------------- |
| 2007                                                     | Weź nas podrób (oraz Kotzi; jako KoKę) - Data: 2007 - Wydawca: brak (nielegal) - Format: CD                     | –                 |
| 2009                                                     | BoaSnake’s (oraz Kotzi; jako Boa’s) - Data: 7 stycznia 2009 - Wydawca: brak (nielegal) - Format: CD             | –                 |
| 2017                                                     | Basement Disco (oraz Hase) - Data: 23 czerwca 2017 - Wydawca: Takie Rzeczy Label - Format: CD, digital download | 2                 |
| „ –” oznacza, że album nie był notowany na danej liście. | |                   |

Single
| Rok                                                        | Tytuł                                        | Pozycja na liście | Pozycja na liście | Certyfikat                 | Album          |
| Rok                                                        | Tytuł                                        | HHTV              | RMF               | Certyfikat                 | Album          |
| ---------------------------------------------------------- | -------------------------------------------- | ----------------- | ----------------- | -------------------------- | -------------- |
| 2013                                                       | „Trasa (BraKaKa)”                            | –                 | –                 |                            | Takie rzeczy   |
| 2013                                                       | „Nigdy dość”                                 | –                 | –                 |                            | Takie rzeczy   |
| 2013                                                       | „Jeden kraj”                                 | –                 | –                 |                            | Takie rzeczy   |
| 2015                                                       | „Młody Polak”                                | –                 | –                 | - ZPAV: złota płyta        | Nowe rzeczy    |
| 2015                                                       | „Sprawy ważne”                               | –                 | –                 | - ZPAV: złota płyta        | Nowe rzeczy    |
| 2015                                                       | „Wyjebane (tak mocno)”                       | –                 | –                 | - ZPAV: 2× platynowa płyta | Nowe rzeczy    |
| 2015                                                       | „Zmysły”                                     | –                 | –                 | - ZPAV: platynowa płyta    | Nowe rzeczy    |
| 2016                                                       | „Arrivederci”                                | –                 | –                 | - ZPAV: złota płyta        | Trzecie rzeczy |
| 2016                                                       | „Nic już nie muszę”                          | 5                 | –                 | - ZPAV: platynowa płyta    | Trzecie rzeczy |
| 2016                                                       | „Miłość”                                     | 4                 | –                 | - ZPAV: złota płyta        | Trzecie rzeczy |
| 2016                                                       | „Presja”                                     | –                 | –                 | - ZPAV: 2× platynowa płyta | Trzecie rzeczy |
| 2016                                                       | „Smutek”                                     | –                 | –                 | - ZPAV: 2× platynowa płyta | Trzecie rzeczy |
| 2018                                                       | „Cesarz”                                     | –                 | –                 |                            | To tu          |
| 2018                                                       | „Samson”                                     | –                 | –                 |                            | To tu          |
| 2018                                                       | „Awdgb” (gościnnie: Jaś)                     | –                 | –                 |                            | To tu          |
| 2018                                                       | „Na dłoni” (gościnnie: Andrzej Grabowski)    | –                 | –                 |                            | To tu          |
| 2018                                                       | „Nigdy ponad stan”                           |                   |                   | - ZPAV: diamentowa płyta   | To tu          |
| 2018                                                       | „Safari”                                     | –                 | –                 |                            | Mr Kękę        |
| 2019                                                       | „Ty do mnie przyszłaś” (gościnnie: Grizzlee) | –                 | 11                |                            | Mr Kękę        |
| 2019                                                       | „Myślę o tym”                                | –                 | –                 |                            | Mr Kękę        |
| „ –” oznacza, że singiel nie był notowany na danej liście. |                                              |                   |                   |                            |                |

Kompilacje różnych wykonawców
| Rok  | Album                           | Utwór | Źródło |
| ---- | ------------------------------- | --- | ------ |
| 2009 | P1Sounds – czas ruszać w Polskę | Kękę – „Ile nas” | [ 12 ] |
| 2012 | Popkiller Młode Wilki 2012      | KęKę – „Niesprawiedliwi” Haju, LJ Karwel, Ńemy, Szuwar, Beeres, Bogu, Biak, Rudi, Gospel, Kękę, Buka, Jopel, Żyt Toster – „Prosto z frontu” | [ 17 ] |
| 2014 | Prosto XV                       | KęKę – „Jeden kraj” | [ 29 ] |
| 2014 | Nowe pokolenie 14/44            | Marta Zalewska, KęKę – „Wiersz o nas i chłopcach”                                                                                           | [ 32 ] |
| 2015 | Prosto Mixtape IV               | 2sty, KęKę – „Zdjęcie klasowe” VNM, KęKę, Sokół, Quebonafide – „Brać życie za mordę”                                                        | [ 71 ] |

Występy gościnne
| Rok  | Album                                              | Utwór | Źródło |
| ---- | -------------------------------------------------- | --- | ------ |
| 2008 | B-2 – Bezsenność: śródmiejski front mixtape vol. 2 | „Strit” (gościnnie: KęKę) | [ 10 ] |
| 2008 | Szuwar – Obojętnie                                 | „Zbrodnia doskonała” (gościnnie: KęKę, Arti) | [ 11 ] |
| 2009 | Tytuz – Wcześniejsze produkcje                     | „Ellitta” (gościnnie: Sanczez, KęKę) „Maluch maluch” (gościnnie: KęKę) „A ty” (gościnnie: KęKę) „Peace & PiS” (gościnnie: KęKę) „Ja i ja” (gościnnie: KęKę) | [ 14 ] |
| 2009 | Tytuz – Miejski sport mixtape                      | „Bezczelnie” (gościnnie: Dobo, KęKę, Kotzi) „Kreśl to” (gościnnie: KęKę)                                                                                    | [ 15 ] |
| 2011 | Zbylu – Operacja: sampling                         | „Dla moich ludzi” (gościnnie: KęKę, DJ Bosk) | [ 16 ] |
| 2013 | Tytuz – Miejski sport część 2 mixtape              | „Co chwilę” (gościnnie: KęKę) | [ 20 ] |
| 2013 | Kubi – I gram tu z ogniem                          | „Mądry Polak po szkodzie głupi po gołdzie” (gościnnie: Kękę)                                                                                                | [ 21 ] |
| 2014 | WhiteHouse – Kodex 5 Elements                      | „Pozostając sobą” (gościnnie: KęKę) | [ 27 ] |
| 2014 | Pawbeats – Utopia                                  | „Moment” (gościnnie: KęKę) | [ 34 ] |
| 2014 | Młody M – Wiecznie Młody M                         | Kaszpir – „Nie pytaj mnie” (utwór dodatkowy) (gościnnie: Młody M, Chada, KęKę, Żaru)                                                                        | [ 37 ] |
| 2014 | Czarny HIFI – Nokturny & demony                    | „Dziecko we mnie” (gościnnie: Hades, KęKę, DJ Eprom) | [ 36 ] |
| 2014 | Paluch, Chris Carson – Made in Heaven              | „Od dziecka” (gościnnie: KęKę, DJ Taek) | [ 35 ] |
| 2014 | Ramona 23 – Obudź się                              | „Być człowiekiem” (gościnnie: Kaczor, KęKę) | [ 30 ] |
| 2014 | Nizioł – Pretekst                                  | „Morale” (gościnnie: KęKę, Joanna) | [ 72 ] |
| 2014 | Kafar – Panaceum                                   | „Z braku laku” (gościnnie: KęKę) | [ 73 ] |
| 2017 | Małach, Rufuz – Projekt Independent                | „Grunt” (gościnnie: Kękę) | [ 74 ] |
| 2018 | Taconafide – 0,25 mg                               | „VISA (remix)” (gościnnie: KęKę) | [ 75 ] |

## Teledyski
| Rok       | Tytuł | Reżyseria/Realizacja   | Album                      | Źródło  |
| --------- | --- | ---------------------- | -------------------------- | ------- |
| 2013      | „Nigdy dość” | OesVidyo               | Takie rzeczy               | [ 22 ]  |
| 2013      | „Jeden kraj” | Kamil Woźniak          | Takie rzeczy               | [ 25 ]  |
| 2014      | „Zostaję” | Ignac Myśliwiec        | Takie rzeczy               | [ 26 ]  |
| 2014      | „#Hot16Challenge”                                                                                                  | –                      | –                          | [ 76 ]  |
| 2015      | „Wyjebane (tak mocno)”                                                                                             | Jasiek Gajdowicz       | Nowe rzeczy                | [ 77 ]  |
| 2015      | „Zmysły” | Sailcolors             | Nowe rzeczy                | [ 78 ]  |
| 2015      | „Młody polak” | Sensi&                 | Nowe rzeczy                | [ 79 ]  |
| 2016      | „Presja” | Paweł Poździk          | Trzecie rzeczy             | [ 80 ]  |
| 2016      | „Smutek” | Smoła Studio           | Trzecie rzeczy             | [ 81 ]  |
| 2016      | „Arrivederci” | GRZVideos              | Trzecie rzeczy             | [ 82 ]  |
| 2016      | „Miłość” | Smoła Studio           | Trzecie rzeczy             | [ 83 ]  |
| 2016      | „Nic już nie muszę”                                                                                                | Improbros              | Trzecie rzeczy             | [ 84 ]  |
| 2018      | „Awdgb” | Marta „Smera” Smerecka | To Tu                      | [ 85 ]  |
| 2018      | „Cesarz” | Adam GawendaAG Studio  | To Tu                      | [ 86 ]  |
| 2018      | „Zoba, zoba” (gościnnie: Białas)                                                                                   | Punkt Widzenia Studio  | To Tu                      | [ 87 ]  |
| 2018      | „Zrobiłeś to chłopak”                                                                                              | 9LiterFilmy            | To Tu                      | [ 88 ]  |
| 2018      | „Safari” | 9LiterFilmy            | Mr Kękę                    | [ 89 ]  |
| 2019      | „Na blok” (gościnnie: Grizzlee)                                                                                    | 9LiterFilmy            | Mr Kękę                    | [ 90 ]  |
| 2019      | „Drogi Tato” (gościnnie: Sebastian Ridel)                                                                          | 9LiterFilmy            | Mr Kękę                    | [ 91 ]  |
| 2019      | „Pora mówić nara”                                                                                                  | 9LiterFilmy            | Mr Kękę                    | [ 92 ]  |
| 2019      | „To tylko rap” | 9LiterFilmy            | Mr Kękę                    | [ 93 ]  |
| 2019      | „Ty do mnie przyszłaś” (gościnnie: Grizzlee)                                                                       | 9LiterFilmy            | Mr Kękę                    | [ 94 ]  |
| 2019      | „Powiedz mi czemu” (gościnnie: Paweł Domagała)                                                                     | Paweł Łukomski         | Mr Kękę                    | [ 95 ]  |
| 2019      | „Na pewno” (gościnnie: Kasia Grzesiek)                                                                             | Wow Pictures           | Mr Kękę                    | [ 96 ]  |
| 2019      | „Myślę o tym” | Marathon FILMS         | Mr Kękę                    | [ 97 ]  |
| 2019      | „Dokąd iść” | Adrian Kawa            | Mr Kękę                    | [ 98 ]  |
| Gościnnie | |                        |                            |         |
| 2014      | WhiteHouse – „Pozostając sobą” (gościnnie: KęKę)                                                                   | Dirt Video             | Kodex 5 Elements           | [ 28 ]  |
| 2014      | Pawbeats – „Moment” (gościnnie: KęKę)                                                                              | M.L. Filmz             | Utopia                     | [ 99 ]  |
| 2014      | Ramona 23 – „Być człowiekiem” (gościnnie: Kaczor, KęKę)                                                            | –                      | Obudź się                  | [ 31 ]  |
| 2016      | Pawbeats – „Teraz” (gościnnie: KęKę)                                                                               | AG Studio              | Pawbeats Orchestra         | [ 100 ] |
| 2018      | Borixon – „Co ostatnie a co pierwsze” (gościnnie: Kękę)                                                            | Newbadlabel            | Mołotow                    | [ 101 ] |
| Inne      | |                        |                            |         |
| 2012      | Haju, LJ Karwel, Ńemy, Szuwar, Beeres, Bogu, Biak, Rudi, Gospel, Kękę, Buka, Jopel, Żyt Toster – „Prosto z frontu” | Mateusz Natali         | Popkiller młode wilki 2012 | [ 18 ]  |
| 2015      | VNM, KęKę, Sokół, Quebonafide – „Brać życie za mordę”                                                              | Ludwik Lis             | Prosto Mixtape IV          | [ 102 ] |